# Parafia św. Klemensa Rzymskiego w Rusocinie
Parafia św. Klemensa Rzymskiego w Rusocinie – rzymskokatolicka parafia położona w metropolii katowickiej, diecezji opolskiej, w dekanacie nyskim.

## Charakterystyka
Parafia św. Klemensa Rzymskiego w Rusocinie obejmuje swoim zasięgiem terytorium czterech wsi: Rusocina, Lasocic, Piątkowic Małych i Piątkowic. Na jej terytorium zamieszkuje obecnie około 1238 wiernych.

## Historia
Pierwsza wzminka historyczna dotycząca parafii pochodzi z 1267 r., a uposażenie wymieniane jest w Liber fundationis episcopatus Vratislaviensis z ok. 1305 r. Po zakończeniu II wojny światowej (1945) parafia znalazła się w granicach Polski i nowo powstałej diecezji opolskiej.

### Proboszczowie (po 1945 r.)
| L.p. | Imię i nazwisko         |
| ---- | ----------------------- |
| 1    | ks. Franciszek Bardzik  |
| 2    | ks. Augustyn Potempa    |
| 3    | ks. Jerzy Obst          |
| 4    | ks. Ryszard Stokłosa    |
| 5    | ks. Joachim Rzotki      |
| 6    | ks. Paweł Skóra         |
| 7    | ks. Jerzy Chybicki      |
| 8    | ks. Krzysztof Mróz      |
| 9    | ks. Ryszard Michalik    |
| 10.  | ks. Tomasz Józkowicz    |
| 11.  | ks. Marek Pardon SVD    |
| 12.  | ks. Artur Kałdowski SVD |

## Kościół
Obecny kościół parafialny zbudowano w latach 1896–1897 w stylu neorenesansowym, w miejsce poprzedniego pochodzącego z 1791 r. Świątynia została częściowo zniszczona w 1945 r., a następnie odnowiona. 
Kościół filialny pw. św. Franciszka w Lasocicach, powstał w 1618 r. z wykorzystaniem poprzedniego, gotyckiego z drugiej połowy XIV w., który w 1397 r. był wzmiankowany jako filia parafii rusocińskiej.